# 離心機

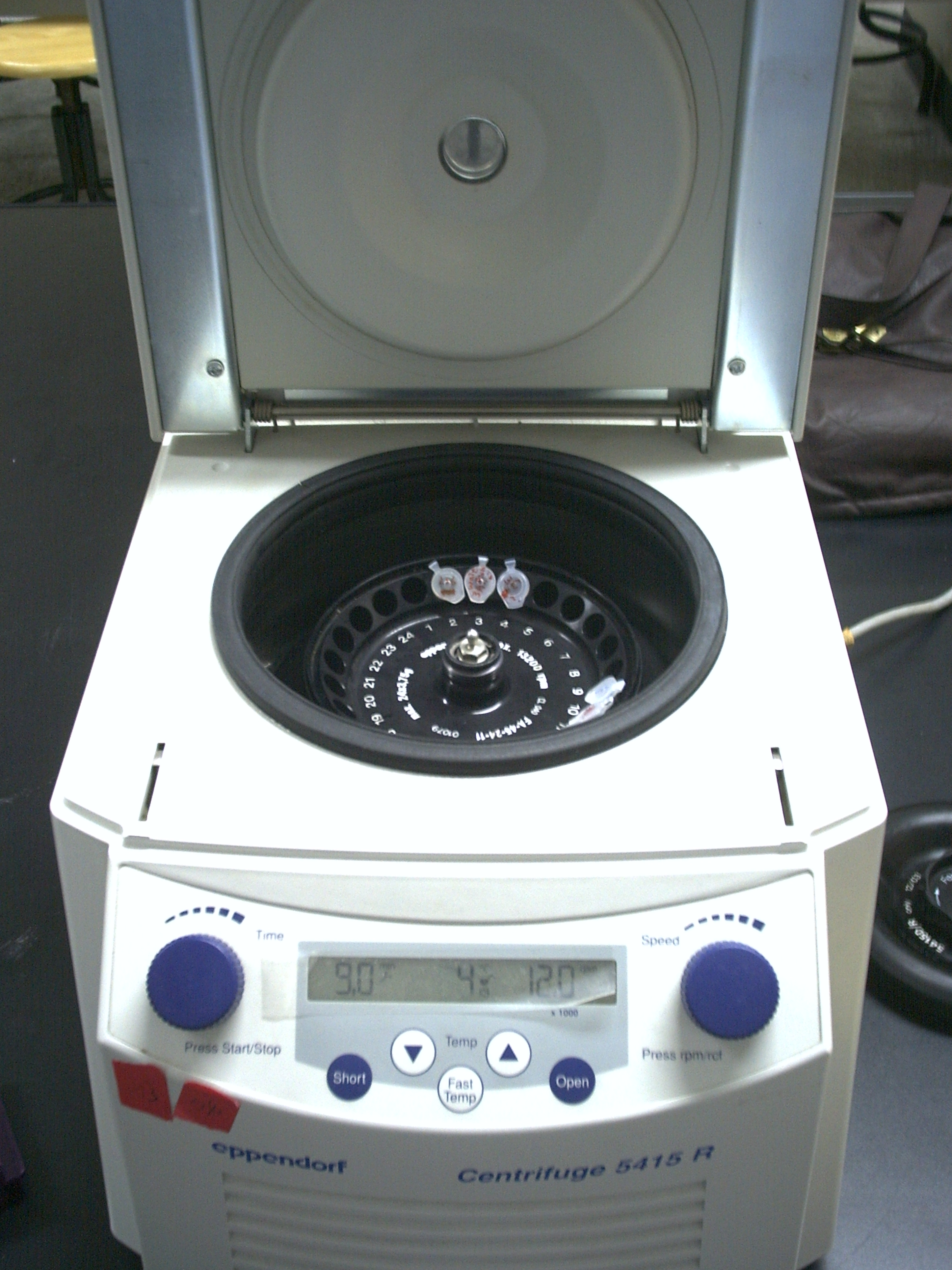
離心機結構

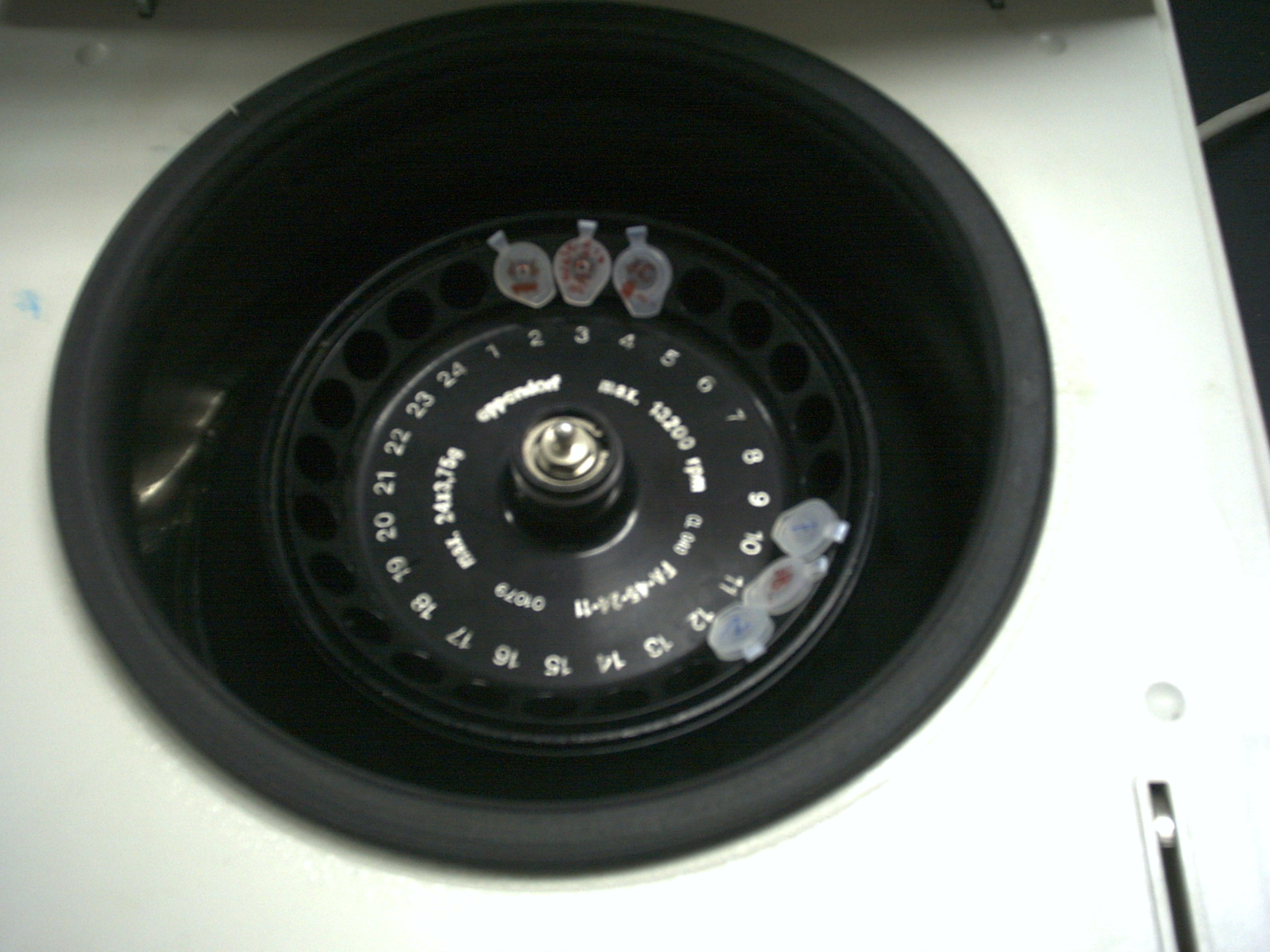
離心機中的孔槽

離心機（英語：Centrifuge）離心就是利用離心機轉子高速旋轉產生的強大的離心力，加快液體中顆粒的沉降速度，把樣品中不同沉降系數和密度質量的物質分離開。所以需要利用離心機產生強大的離心力，才能迫使這些微粒克服懸浮產生沉降運動。

## 历史
英国军事工程师班傑明·羅賓斯设计了一种旋转臂装置，这是最早的离心机模型。1864年，安东宁·普朗特提出了用离心机从牛奶中分离奶油的想法；他的想法被他的兄弟亚历山大·普朗特付诸实践，并对原先的设计方案加以改进，最终于1875年展示出一台正在工作的乳脂提取机，这也是离心机最早的应用。

## 原理
利用向心加速度公式得知，密度較大之物體在下，密度較小之物體在上。

## 應用
應用相當多，如：
- 血清、血漿分離及所有膠體溶液之固液分離
- 烹飪時的食物處理，近來一些廚師發現離心機是很方便實用的廚房用品
- 衣物脫水（洗衣機、脫水機）
- 利用氣體離心法可以制备濃縮鈾

## 特性
一般轉速大於1000rpm小於100000rpm。